# 瑪蒂娜·貝斯維克
瑪蒂娜·貝斯維克（英語：Martine Beswick，1941年9月26日—），牙買加女演員，在《鐵金剛勇破間諜網》及《鐵金剛勇戰魔鬼黨》中飾演邦女郎而聞名，亦於1960年代演出多部電影。

## 早年生活
瑪蒂娜於1941年在牙買加安東尼奧港出生，其父親羅納德·斯圖爾特·戴維斯·貝斯維克（Ronald Stuart Davis Beswick）是英國人，母親Myrtle May（娘家姓：彭索）是牙買加籍葡萄牙人。
瑪蒂娜、她妹妹勞雷利（Laurellie）和母親三人在父母分居後在於1954年移居英國。她在1955年肄業，幫手打工養家。

## 外部連結
- Martine Beswick在互联网电影资料库（IMDb）上的資料（英文）
- 在AllMovie上Martine Beswick的頁面（英文）
- 瑪蒂娜·貝斯維克的Discogs页面 （英文）
- Martine Beswick （页面存档备份，存于） at HorrorStars
- Martine Beswick interviewed by M J Simpson